# Castanopsis psilophylla
Castanopsis psilophylla är en bokväxtart som beskrevs av Engkik Soepadmo. Castanopsis psilophylla ingår i släktet Castanopsis och familjen bokväxter. Inga underarter finns listade.